# 奧普集團
奧普集團控股有限公司，簡稱奧普集團控股，以及奧普集團（英語：AUPU Group Holding Company Limited，港交所除牌前：0477.HK），則在1993年由方杰（主席及總裁）創立。
現時業務是在全球經營設計、製造和經銷浴霸、排氣扇及其他家用電器等產品。招股價為1.23港元，發行股份為204,000,000股，集資額為2.51億港元，股份則在2006年12月8日於香港交易所主板上市。
總部位於浙江省杭州下沙經濟技術開發區21號大街210號。
2016年5月18日，母公司迎風控股有限公司，以1,273.6百萬港元，每股2.71港元擬把該公司私有化，當中1,262.0百萬港元將用於建議及約2.7百萬港元將用於購股權要約。原因是在上述日期上市後，股價持續下跌，對客戶、員工等構成嚴重不利。
2016年9月30日，該公司於股東大會通過後，正式撤銷港交所上市。

## 連結
- AUPU.cn （页面存档备份，存于）